# Laurentiuskirche (Vellberg-Lorenzenzimmern)

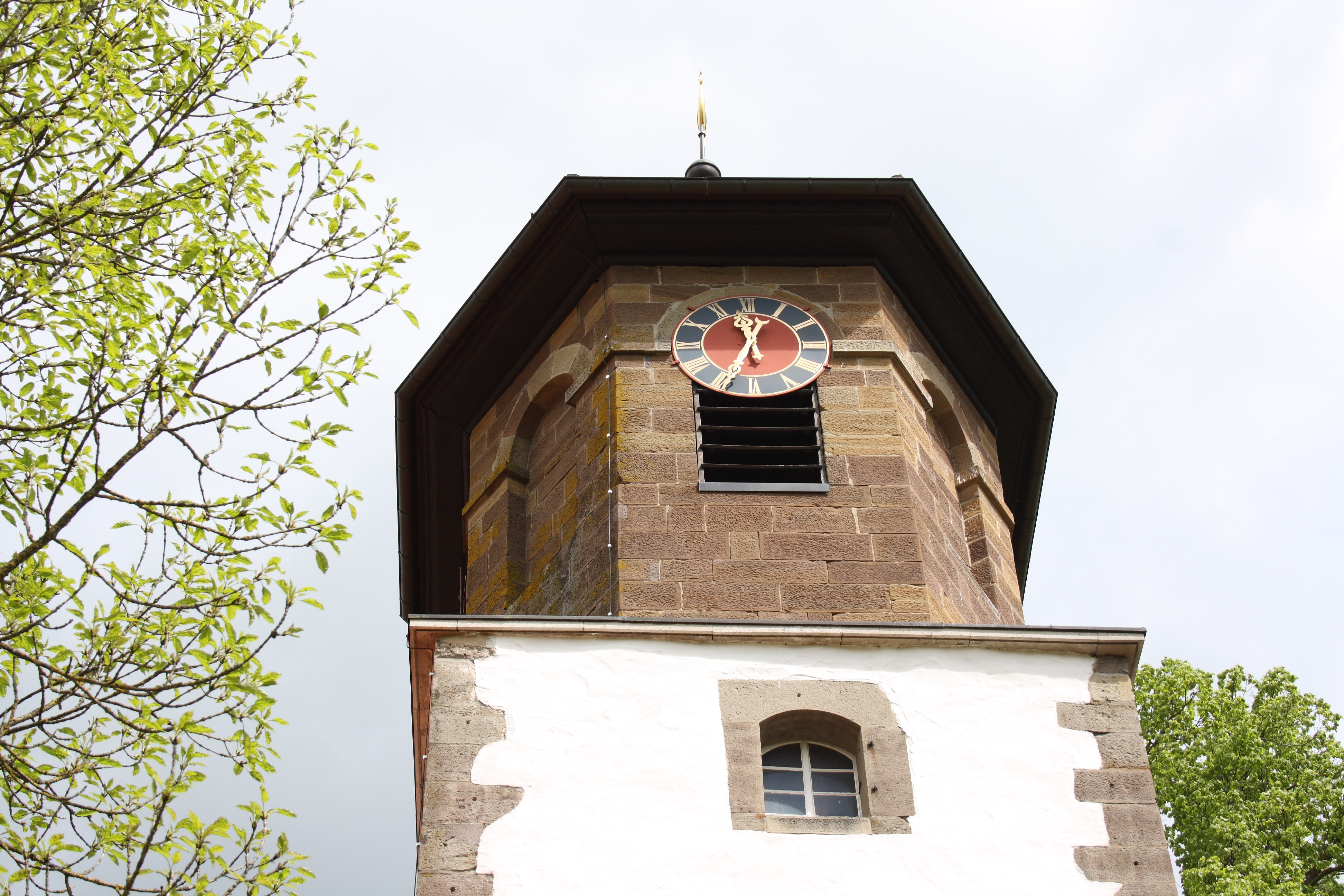
Das Achteck mit Dach auf dem Turm stammt aus dem Jahre 1840

Die evangelische Laurentiuskirche in Lorenzenzimmern, einem Ortsteil von Vellberg (Landkreis Schwäbisch Hall) ist ein historischer Sakralbau.

## Architektur
1410 wurde an dieser Stelle eine Kapelle zum Hl. Laurentius errichtet. Der Kirchturm  wurde 1564 von den Baumeistern Melchor Wezel und Conrad Fuchs erbaut. Daran erinnert auch eine Steintafel mit entsprechender Inschrift.

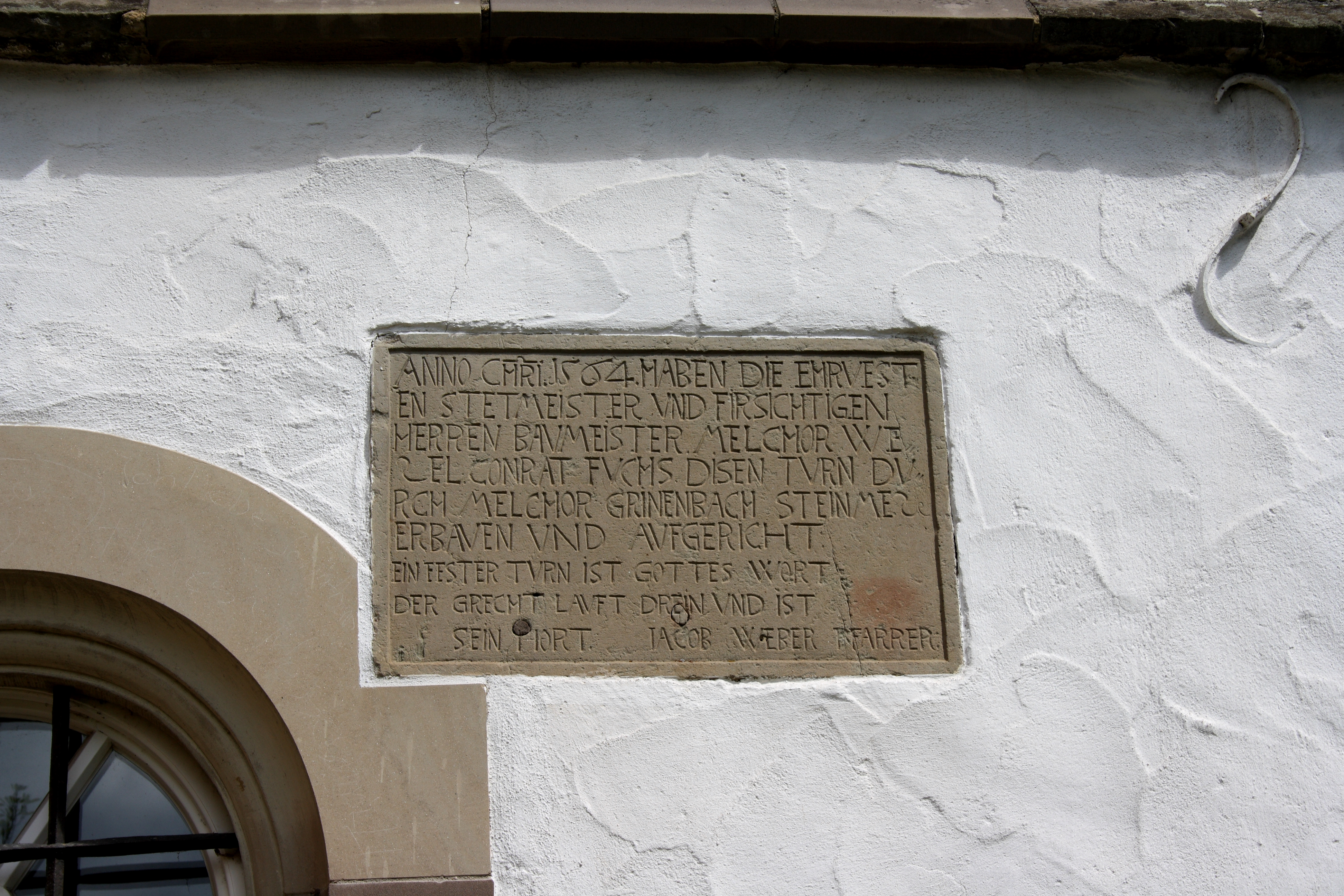
ANO CHRI. 1564 HABEN DIE EHRUESTEN STETMEISTER VND FIRSICHTIGEN HERREN BAUMEISTER MELCHOR WEZEL CONRAT FUCHS DIESEN TURN DURCH MELCHOR GRINENBACH STEINMEZ ERBAUEN UND AUFGERICHT. EIN FESTER TURN IST GOTTES WORT DER GRECHT LAUFT DREIN UND IST SEIN HORT: IAKOB WEBER PFARRER

1840 wurde auf den Kirchturm aus dem 16. Jahrhundert ein Achteck mit Dach aufgesetzt. Die Pfarrkirche stammt auch aus dem Jahr 1840.

## Ausstattung
Zur Ausstattung zählen zwei Grabsteine mit Rokokoschmuck für die Pfarrer Textor († 1786) und Bauman († 1776).
Einst schmückte die Kirche auch ein spätgotischer Altarschrein mit Figuren der Heiligen Lorenz, Veit und Wolfgang (um 1510). Dieser Altarschrein kam mit der Säkularisation in die ehemalige Staatssammlung vaterländischer Altertümer (heute Landesmuseum Württemberg, Inv. Nr. 10323) in Stuttgart, ebenso die dazugehörige Predella mit einem Gemälde, das Christus und die Jünger darstellt, und der Altaraufsatz mit der Kreuzigungsgruppe Kruzifix mit Maria und Johannes. Die Seitenflügel sind abhandengekommen.